# Peter Becker (Ruderer)
Peter Becker (* 16. Juli 1956 in Geisenheim) ist ein ehemaliger deutscher Ruderer.

## Biografie
Peter Becker gewann bei den Juniorenweltmeisterschaften 1974 im Doppelvierer die Silbermedaille. Er nahm bei den Olympischen Sommerspielen 1976 in Montreal zusammen mit Gerhard Kroschewski in der Regatta mit dem Doppelzweier teil. Im gleichen Jahr konnte das Duo zusammen die Deutsche Meisterschaft in dieser Bootsklasse sowie im Doppelvierer gewinnen.